# Крюк Борис Олександрович
Борис Олександрович Крюк (нар. 18 серпня 1966, Москва) — діяч російського телебачення. З 19 травня 2001 року — ведучий, режисер-постановник, автор сценарію і генеральний продюсер телегри «Що? Де? Коли?». З 13 січня 1991 по 1999 рік — ведучий (в парі з Аллою Волковою), з 1993 року — режисер-постановник телегри «Любов з першого погляду». Співавтор, з 1990 по 1993 рік — режисер-постановник телегри «Брейн-ринг». Перший заступник генерального директора телекомпанії «Гра-ТБ». Віцепрезидент Міжнародної асоціації клубів «Що? Де? Коли?». Член Академії російського телебачення.

## Біографія
Народився 18 серпня 1966 року в Москві.
Батьки, Наталія Стеценко (нар. 5 грудня 1945 року, Москва) і Олександр Крюк, були однокласниками. Одружилися на третьому курсі інституту, розлучилися в 1970 році. У 1984 році Наталія Стеценко офіційно вийшла заміж за Володимира Ворошилова, з яким до цього 13 років була в незареєстрованих сімейних відносинах. Таким чином, Борис Крюк став пасинком Ворошилова.
З дитинства був свідком і іноді учасником зйомок телевізійних програм («А ну-ка, дівчата!», «А ну-мо, хлопці!», «Це ви можете» та ін.), оскільки Наталія Стеценко працювала в молодіжній редакції Центрального телебачення і брала сина з собою.
У 1989 році, за наполяганням батька, закінчив МГТУ ім. Баумана за фахом «інженер-конструктор». У тому ж році почав працювати на телебаченні асистентом режисера при Володимирі Ворошилові, був прийнятий в штат молодіжної редакції.

### Кар'єра на телебаченні
Починаючи працювати асистентом режисера, займався організаторською діяльністю в програмі «Що? Де? Коли?» і вирішенням особистих проблем Володимира Ворошилова (ремонт машини, покупка продуктів).
У січні 1990 року Ворошилов придумав телепроєкт «Брейн-ринг» і доручив Борису , режисерові Миколі Востокову і його асистенту Ірині Задворновій самостійно організувати програму. До 1993 року Крюк був режисером-постановником «Брейн-рингу».

#### «Любов з першого погляду»
У вересні 1990 року компанія «Совтелеэкспорт» розпочала співпрацю з англійською фірмою «Action Time» і запросила Володимира Ворошилова, Наталію Стеценко і Бориса Крюка вибрати з запропонованих англійцями, одне ігрове шоу для подальшої роботи. Так у 1991 році на радянському телебаченні з'явилася перша ліцензійна програма «Кохання з першого погляду».
Крюк спочатку повинен був стати режисером проекту, а Андрій Козлов — ведучим, але під час підготовки програми вони помінялися місцями:
З 13 січня 1991 року по 1999 рік вів телегру в парі з Аллою Волковою.

#### «Що? Де? Коли?»
У дикторську Борис Крюк вперше потрапив ще в шкільному віці. Навчаючись в школі та інституті, позаштатно працював у програмі «Що? Де? Коли?» асистентом режисера, режисером, автором, музичним редактором. Протягом 10 років під час кожного прямого ефіру працював у дикторській поруч з Володимиром Ворошиловим.
19 травня 2001 року провів першу програму після смерті Ворошилова, так само, як і він, працюючи за кадром. Редакція приховувала особистість нового ведучого як від глядачів, так і від знавців: його голос спотворювали за допомогою комп'ютера, на знімальний майданчик приїжджав двоюрідний брат Ворошилова Юрій Борисович, щоб знавці думали, що саме він веде гру. Після того як телеглядач з Самари з допомогою комп'ютера зняв обробку голосу і визначив, що програму веде Крюк, редакція розкрила таємницю.
Вніс зміни в формат і правила гри: скасував систему казино і круп'є, залишив грошові призи тільки для телеглядачів, ввів «13 сектор» (онлайн-запитання від телеглядачів). Відродив традицію запрошувати телеглядачів на фінальну гру року.
За час ведення програми кілька разів виходив в ігровий зал: вперше у 2008 році — нагороджуючи Андрія Козлова званням Магістра Гри, в інші роки — задаючи авторські питання на фінальних іграх в грудні.

#### Інші проєкти
- Автор і продюсер інформаційно-розважальної програми «Іграшки» (31 канал, 1997-1999) [15] .
- Автор і режисер програми « Раз-Два-Три » (МУЗ-ТВ, 2001-2002).
- Продюсер телевізійних проектів «Програма передач» (РТР), «Виконання бажань, або Як витратити мільйон» (РТР), «Прості речі» ( «Культура»), «Суд іде» (НТВ), «Пісні ХХ століття» (РТР), «Караоке на Арбаті» (ТВЦ), « Культурна революція » ( «Культура»), « Життя прекрасне » (СТС, «Домашній») [16] .

Був у складі журі «КВН».
З 2010 року — член Академії російського телебачення.

## Особисте життя
- Перша дружина — Інна (у шлюбі з 1985 по 2000 р.р.)[7].
  - Син — Михайло (нар. 1992). Економіст, закінчив Единбурзький університет. Працює режисером-асистентом телепрограми «Що? Де? Коли?»[18], з вересня 2020 року веде естонську версію гри на каналі ETV+[19].
  - Дочка — Олександра (нар. 1995). Закінчила Лондонський університет мистецтв. Працює редактором телепрограми «Що? Де? Коли?» (займається розвитком проекту в соціальних мережах і підготовкою питань для гри)[20][21].
- Друга дружина — Ганна Антонюк (у шлюбі з 2000 р.).
  - Дочки Олександра (нар. 2000) і Варвара (нар. 2005).